# Passagem de nível

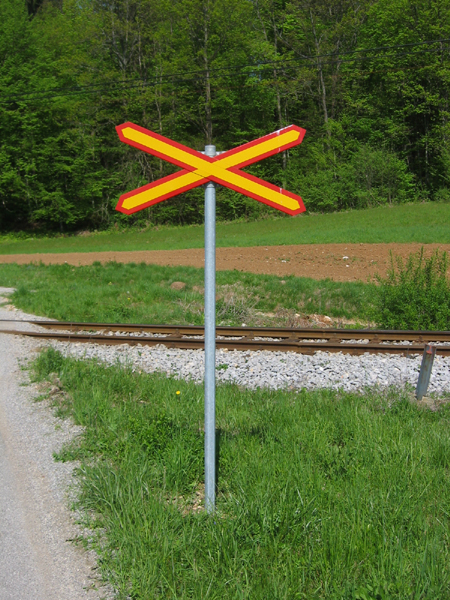
A maioria das passagens na Europa e em todo o mundo são marcadas por algum tipo de sautor (Cruz de Santo André, ou crossbuck) para alertar os usuários da estrada sobre uma passagem de nível e/ou sobre uma passagem de nível sem qualquer tipo de barreira. Esta cruz está em uma passagem de nível na Eslovênia

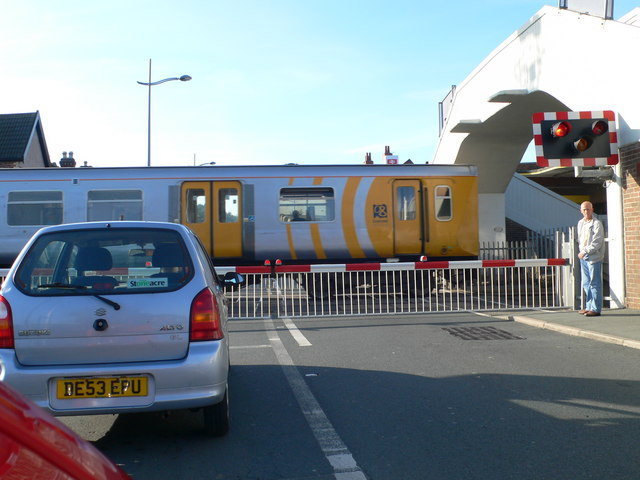
Uma passagem de nível em Hoylake, Merseyside, Inglaterra, Reino Unido com passagem de trem

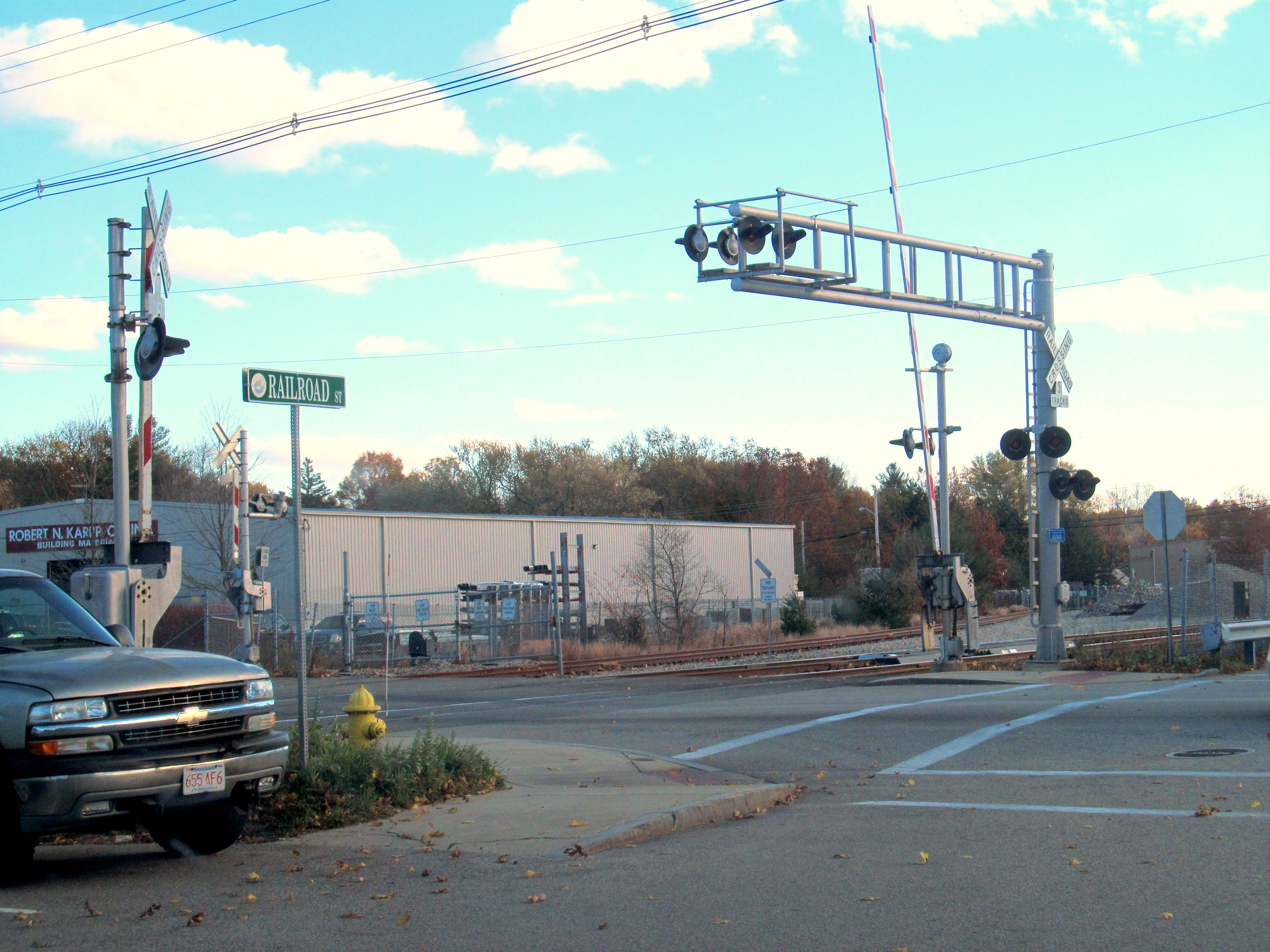
Uma travessia ferroviária em Abington, Massachusetts, EUA

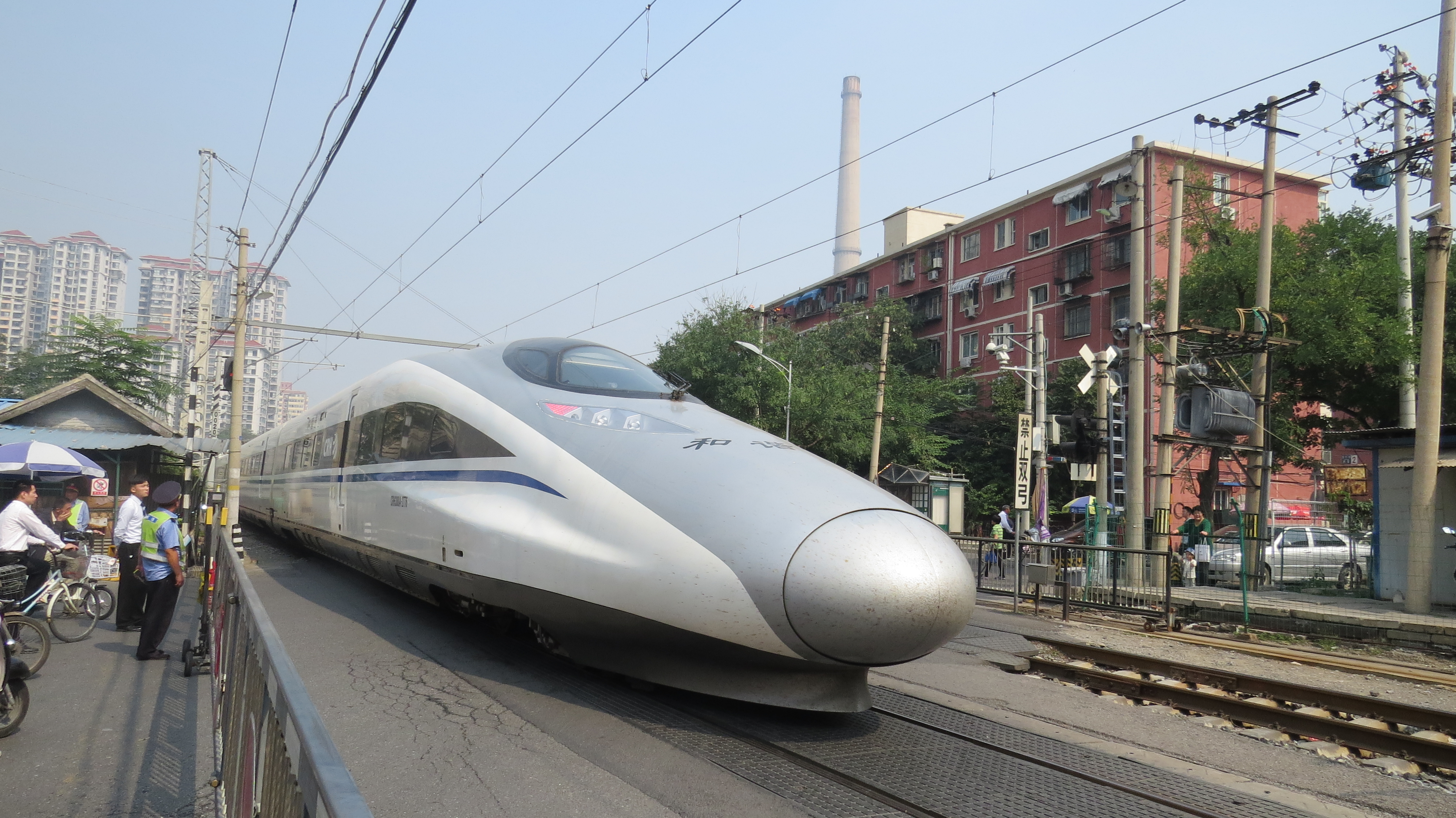
Um trem CRH380A passando passagem de nível Shoupakou em Pequim, China

Uma passagem de nível,  passagem em nível ou cruzamento rodoferroviário é uma interseção onde uma linha férrea cruza uma rodovia, um caminho pedestre ou - em raras situações - uma pista de aeroporto, no mesmo nível, em oposição à linha férrea que atravessa por cima ou por baixo usando um viaduto ou túnel. O termo também se aplica quando uma linha de metropolitano leve com direito de passagem separado ou via reservada cruza uma estrada da mesma maneira.
Existem mais de cem mil passagens de nível na Europa e mais de duzentas mil na América do Norte.